# Dengta
Koordinaten: 41° 25′ N, 123° 17′ O
Die Stadt Dengta (chinesisch 灯塔市, Pinyin Dēngtǎ Shì) ist eine kreisfreie Stadt der bezirksfreien Stadt Liaoyang in der nordostchinesischen Provinz Liaoning. Sie hat eine Fläche von 1.167 km² und zählt 354.617 Einwohner (Stand: Zensus 2020).

## Administrative Gliederung
Auf Gemeindeebene setzt sich die kreisfreie Stadt aus drei Straßenvierteln, zwölf Großgemeinden und einer Gemeinde zusammen. 